# Battaglia di Old River Lake
La battaglia di Old River Lake (detta anche battaglia di Ditch Bayou) è stato un episodio della guerra di secessione americana.

## Contesto
All'inizio del 1864 l'esercito nordista iniziò un'avanzata in Arkansas con lo scopo di raggiungere Lake Village.
Le forze sudiste, inferiori per uomini e mezzi, non erano in grado di sconfiggere in campo aperto il nemico e quindi cercarono di rallentarne l'offensiva con una serie di piccole schermaglie.

## La battaglia
Nel giugno 1864 il brigadiere generale Joseph Anthony Mower, ricevuto l'ordine di avanzare fino a Lake Village, schierò le sue truppe e iniziò a marciare verso la città. Ben presto si imbatté nell'accampamento sudista del generale Colton Greene che, dopo un breve scontro, si ritirò verso Parker's Landing.
Il 6 giugno Mower proseguì fino a Lake Village e il giorno dopo si riunì con la flottiglia del Mississippi.